# Rýmovník citronový
Plectranthus amboinicus (česky rýmovník citronový) je aromatická rostlina z čeledi hluchavkovitých (Lamiaceae) pěstovaná často jako nenáročná pokojová rostlina s využitím v gastronomii. Běžně ji můžeme najít také pod názvy molice či moud, kubánské oregano, rýmovník, mexický či řecký eukalypt.

## Popis
Původ rostliny je v oblasti tropické východní Afriky. Rostlina je celá pokrytá jemnými světlými chloupky. Na konci léta vykvétá – květy mohou být bíle až fialově zbarvené. Rýmovník je vysoký do jednoho metru a má oválné zoubkované listy, které působí masivně. Je známý především specifickým aromatem listů. Vůně se uvolňuje hlavně až po jejich rozdrcení nebo mnutí mezi prsty.

## Využití
Rýmovník je poměrně nenáročná bylina, která má rozšířené použití – od repelentu až po koření v kuchyni. Jíst se dají i celé čerstvé listy, chuť připomíná oregano s ostrou mátovou příchutí. Využívá se v tradiční medicíně zejména jako bylinka protizánětlivá a antibakteriální, a jak už název napovídá, také při dýchacích nebo i kožních obtížích. V tradiční medicíně se k léčbě dýchacích obtíží užívají i další druhy z rodu Plectranthus (např. P. barbatus). Obsahuje taniny, polyfenoly, terpenoidy, flavonoidy a různé organické kyseliny.

## Pěstování
Rýmovník je možné pěstovat jako běžnou pokojovou rostlinu. Množit se dá ze semen, ale snadno zakoření z řízků stonků. Jedná se o velmi nenáročný druh, který vyžaduje jen velmi malou pozornost. Užívá si dobře kompostovaných půd a prospívá v polostínu nebo v chladném místě na jihu. Roste na řadě míst – od mírného až po tropické pásmo. Ideální jsou pro něj denní teploty v rozmezí od 22 do 28 °C, ale toleruje i teploty v rozmezí 10 až 36 °C.
Je ideálně vhodný pro růst ve stínu stromů. Bylinka má poměrně mělké kořeny, nicméně rýmovník ukládá vodu ve svých stoncích, a proto dokáže zvládnout i delší období sucha. Pokud jsou rostliny zasaženy mrazem, mohou být zkráceny na konci zimy a rychle vyrostou.

## Galerie

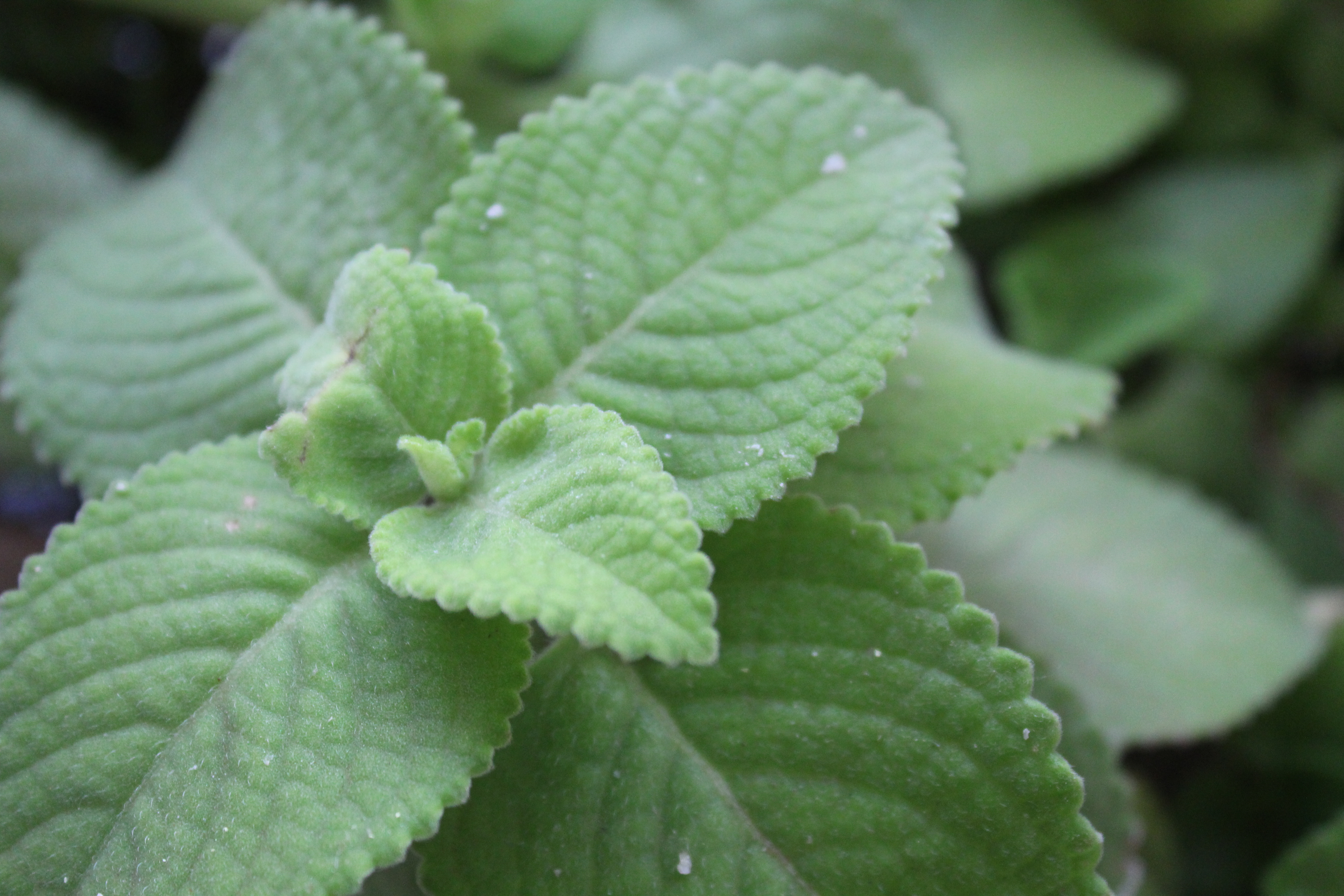
Detail listů
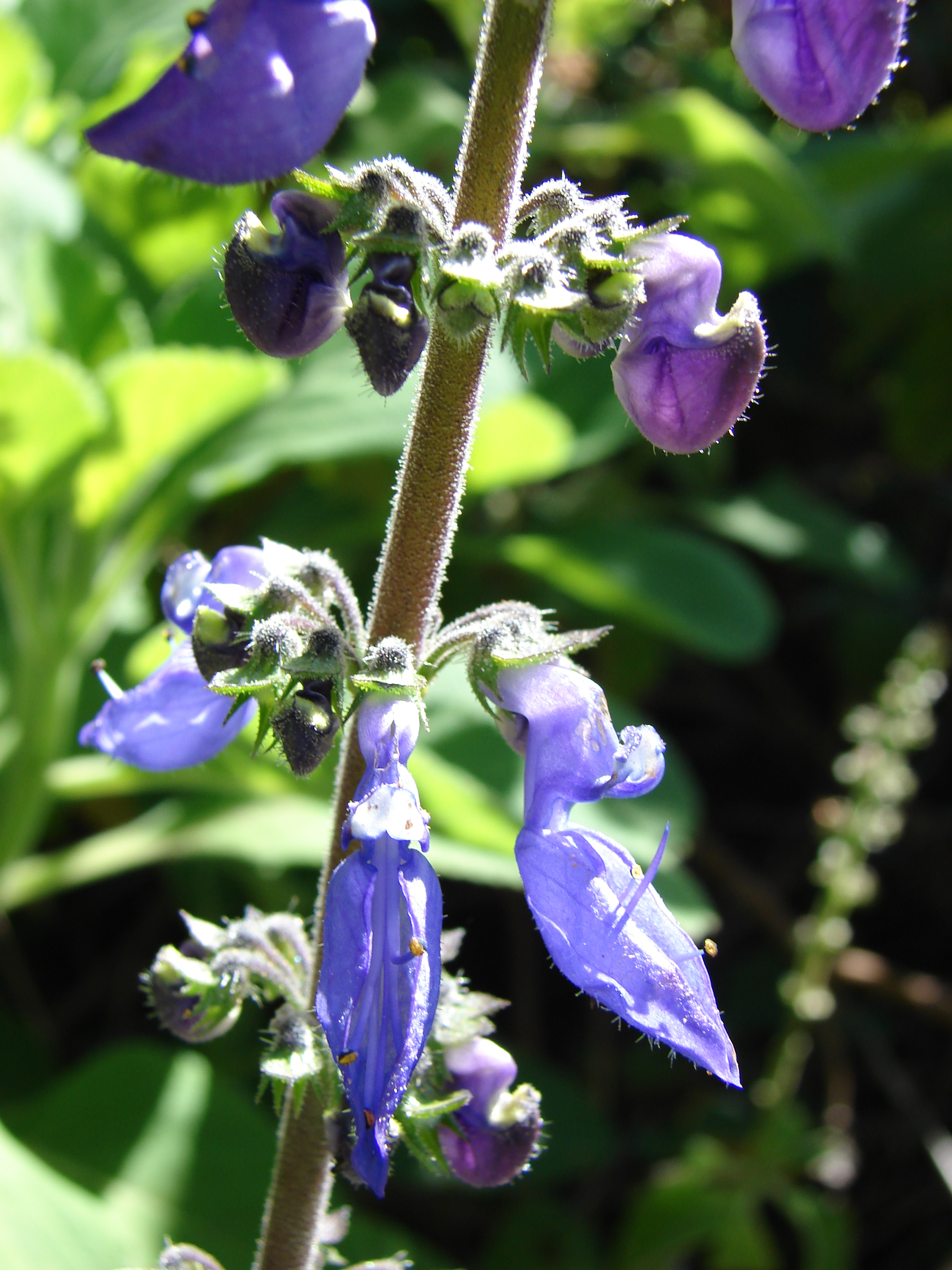
Květy rýmovníku
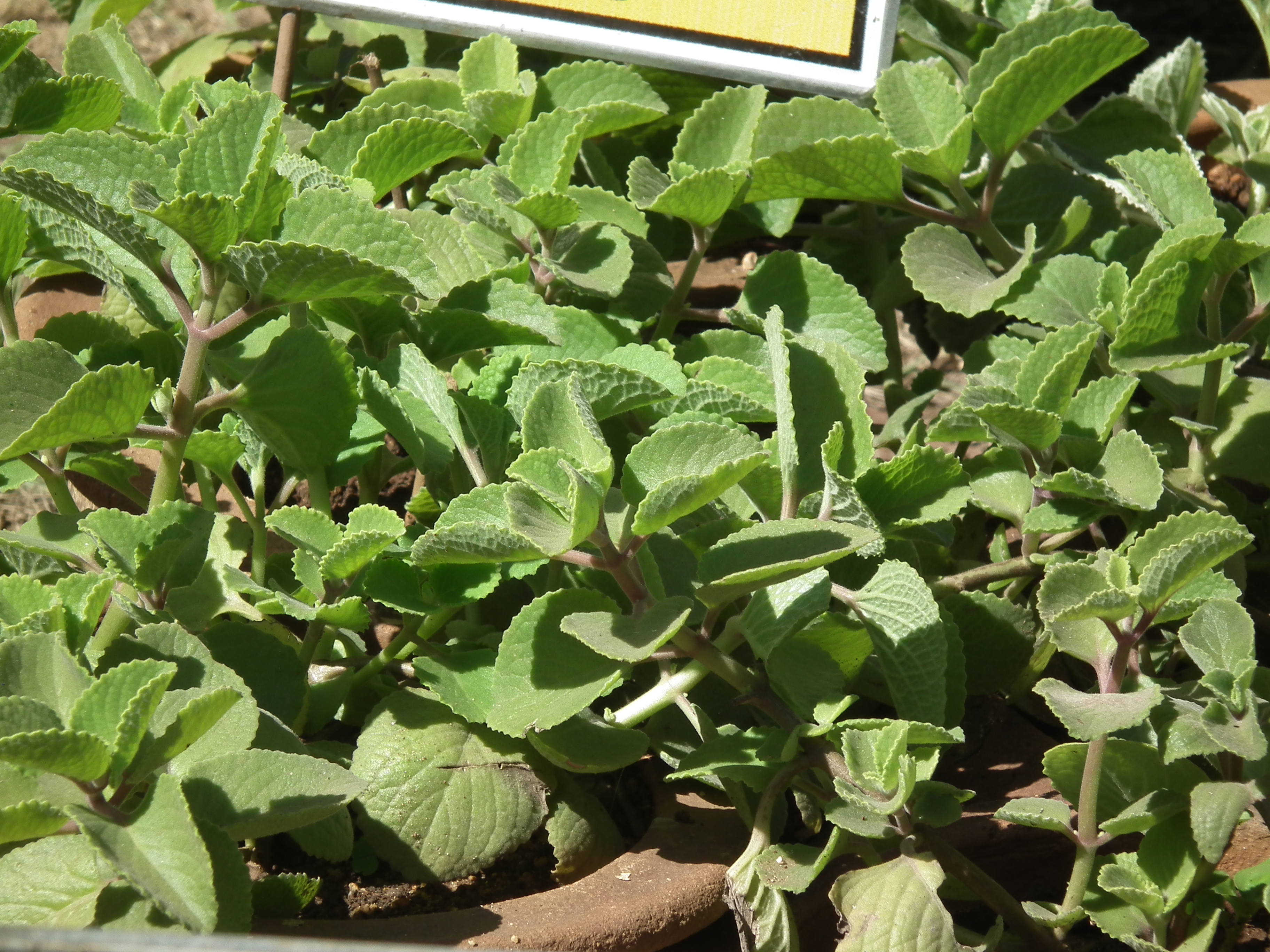
Pěstované rostliny